# 200 mètres masculin aux championnats du monde d'athlétisme 2009
Navigation
Osaka 2007 Daegu 2011
L'épreuve du 200 mètres masculin des championnats du monde de 2009 s'est déroulée les 18, 19 et 20 août 2009 dans le Stade olympique de Berlin. Elle est remportée par le Jamaïcain Usain Bolt qui établit un nouveau record du monde en 19 s 19.

## Critères de qualification
Pour se qualifier (minima A), il faut avoir réalisé moins de 20 s 59 du 1er janvier 2008 au 3 août 2009. Le minima B est de 20 s 75.

## Résultats

### Finale
| Rang               | Athlète          | Temps   | Notes |
| ------------------ | ---------------- | ------- | ----- |
| Médaille d'or      | Usain Bolt       | 19 s 19 | WR    |
| Médaille d'argent  | Alonso Edward    | 19 s 81 | AR    |
| Médaille de bronze | Wallace Spearmon | 19 s 85 | SB    |
| 4                  | Shawn Crawford   | 19 s 89 | SB    |
| 5                  | Steve Mullings   | 19 s 98 | PB    |
| 6                  | Charles Clark    | 20 s 39 |       |
| 7                  | Ramil Quliyev    | 20 s 61 |       |
| 8                  | David Alerte     | 20 s 68 |       |

### Demi-finales
| Rang | Athlète           | Temps          |
| ---- | ----------------- | -------------- |
| 1    | Usain Bolt        | 20 s 08 Q      |
| 2    | Alonso Edward     | 20 s 22 Q      |
| 3    | Shawn Crawford    | 20 s 35 Q      |
| 4    | David Alerte      | 20 s 45 Q (SB) |
| 5    | Robert Hering     | 20 s 52        |
| 6    | Rondell Sorrillo  | 20 s 63        |
| 7    | Rolando Palacios  | 20 s 67 (SB)   |
| 8    | Brendan Christian | 20 s 79        |

| Rang | Athlète            | Temps          |
| ---- | ------------------ | -------------- |
| 1    | Wallace Spearmon   | 20 s 14 Q      |
| 2    | Steve Mullings     | 20 s 26 Q      |
| 3    | Charles Clark      | 20 s 27 Q (SB) |
| 4    | Ramil Quliyev      | 20 s 28 Q      |
| 5    | Martial Mbandjock  | 20 s 43 (PB)   |
| 6    | Paul Hession       | 20 s 48        |
| 7    | Marlon Devonish    | 20 s 62        |
| 8    | Emmanuel Callander | 20 s 70        |

### Quarts de finale
| Rang | Athlète           | Temps          |
| ---- | ----------------- | -------------- |
| 1    | Usain Bolt        | 20 s 41 Q      |
| 2    | David Alerte      | 20 s 51 Q (SB) |
| 3    | Martial Mbandjock | 20 s 55 Q (PB) |
| 4    | Charles Clark     | 20 s 55 q      |
| 5    | Rondell Sorrillo  | 20 s 58 q      |
| 6    | Kim Collins       | 20 s 84        |
| 7    | Marc Schneeberger | 20 s 91        |
| 8    | Gavin Smellie     | 21 s 27        |

| Rang | Athlète                   | Temps          |
| ---- | ------------------------- | -------------- |
| 1    | Shawn Crawford            | 20 s 37 Q      |
| 2    | Marlon Devonish           | 20 s 66 Q      |
| 3    | Rolando Palacios          | 20 s 69 Q (SB) |
| 4    | Shinji Takahira           | 20 s 69        |
| 5    | Roman Smirnov             | 20 s 72 (SB)   |
| 6    | Omar Jouma Bilal Al-Salfa | 20 s 97        |
| 7    | Jared Connaughton         | DQ             |
| 8    | Brian Dzingai             | DNF            |

| Rang | Athlète              | Temps     |
| ---- | -------------------- | --------- |
| 1    | Steve Mullings       | 20 s 23 Q |
| 2    | Ramil Quliyev        | 20 s 40 Q |
| 3    | Paul Hession         | 20 s 48 Q |
| 4    | Brendan Christian    | 20 s 58 q |
| 5    | Emmanuel Callander   | 20 s 62 q |
| 6    | Aleixo-Platini Menga | 20 s 68   |
| 7    | Ben-Youssef Méité    | 20 s 78   |
| 8    | Stéphane Buckland    | 21 s 33   |

| Rang | Athlète          | Temps     |
| ---- | ---------------- | --------- |
| 1    | Alonso Edward    | 20 s 33 Q |
| 2    | Wallace Spearmon | 20 s 44 Q |
| 3    | Robert Hering    | 20 s 58 Q |
| 4    | Marco Cribari    | 20 s 81   |
| 5    | Thuso Mpuang     | 20 s 87   |
| 6    | Kenji Fujimitsu  | 20 s 97   |
| 7    | Sam Effah        | 20 s 97   |
| 8    | Marek Niit       | DNS       |

### Séries
| Rang | Athlète | Temps |
| ---- | ------- | ----- |
| 1    |         |       |
| 2    |         |       |
| 3    |         |       |
| 4    |         |       |
| 5    |         |       |
| 6    |         |       |
| 7    |         |       |
| 8    |         |       |

| Rang | Athlète | Temps |
| ---- | ------- | ----- |
| 1    |         |       |
| 2    |         |       |
| 3    |         |       |
| 4    |         |       |
| 5    |         |       |
| 6    |         |       |
| 7    |         |       |
| 8    |         |       |

| Rang | Athlète | Temps |
| ---- | ------- | ----- |
| 1    |         |       |
| 2    |         |       |
| 3    |         |       |
| 4    |         |       |
| 5    |         |       |
| 6    |         |       |
| 7    |         |       |
| 8    |         |       |

| Rang | Athlète | Temps |
| ---- | ------- | ----- |
| 1    |         |       |
| 2    |         |       |
| 3    |         |       |
| 4    |         |       |
| 5    |         |       |
| 6    |         |       |
| 7    |         |       |
| 8    |         |       |

| Rang | Athlète | Temps |
| ---- | ------- | ----- |
| 1    |         |       |
| 2    |         |       |
| 3    |         |       |
| 4    |         |       |
| 5    |         |       |
| 6    |         |       |
| 7    |         |       |
| 8    |         |       |

| Rang | Athlète | Temps |
| ---- | ------- | ----- |
| 1    |         |       |
| 2    |         |       |
| 3    |         |       |
| 4    |         |       |
| 5    |         |       |
| 6    |         |       |
| 7    |         |       |
| 8    |         |       |

| Rang | Athlète | Temps |
| ---- | ------- | ----- |
| 1    |         |       |
| 2    |         |       |
| 3    |         |       |
| 4    |         |       |
| 5    |         |       |
| 6    |         |       |
| 7    |         |       |
| 8    |         |       |

| Rang | Athlète | Temps |
| ---- | ------- | ----- |
| 1    |         |       |
| 2    |         |       |
| 3    |         |       |
| 4    |         |       |
| 5    |         |       |
| 6    |         |       |
| 7    |         |       |
| 8    |         |       |

| Rang | Athlète | Temps |
| ---- | ------- | ----- |
| 1    |         |       |
| 2    |         |       |
| 3    |         |       |
| 4    |         |       |
| 5    |         |       |
| 6    |         |       |
| 7    |         |       |
| 8    |         |       |

## Légende
Records et Performances
- AR : Record continental (area record)
- CR : Record des championnats (championship record)
- MR : Record du meeting (meet record)
- NR : Record national (national record)
- OR : Record olympique (olympic record)
- PR : Record paralympique (paralympic record)
- PB : Record personnel (personal best)
- SB : Meilleure performance personnelle de la saison (season's best)
- WL : Meilleure performance mondiale de l'année (world leader)
- WJR : Record du monde junior (world junior record)
- WR : Record du monde (world record)

Circonstances et Conditions
- DNF : N'a pas terminé (did not finish)
- DNS : N'a pas pris le départ (did not start)
- DQ : Disqualification (disqualification)
- NM : Aucun essai valable enregistré (No Mark)
- Q : Qualifié « directement » au prochain tour (ou à la prochaine compétition), lors d'une compétition majeure, grâce au classement ou à la réalisation des minima (automatic qualifier)
- q : Qualifié au prochain tour (ou à la prochaine compétition), lors d'une compétition majeure, grâce au repêchage ou à la réalisation de l'une des meilleures performances parmi celles des « non qualifiés directement » (grâce au meilleur temps ou à la meilleure distance par exemple) (secondary qualifier)